# Maria Kowalik
Maria Kowalik-Kalinowska (ur. 14 września 1954 w Skarżysku-Kamiennej) – polska aktorka teatralna, filmowa i telewizyjna, pisarka.

## Życiorys
Jako 18-letnia uczennica debiutowała rolą Marty w filmie psychologicznym "Jezioro osobliwości" (1972), ekranizacji kultowej powieści Krystyny Siesickiej. A za swoją debiutancką rolę odebrała nagrodę aktorską na I Międzynarodowych Spotkaniach Filmowych "Młodzież na ekranie" w Koszalinie. Pięć lat później ukończyła studia aktorskie PWSFTviT w Łodzi, a po ich ukończeniu, w 1977 roku, występowała w teatrach: Rozmaitości w Warszawie (1977-1980 i 1982-1987), im. Juliusza Osterwy w Gorzowie (1980-1981), im. Horzycy w Toruniu (1981-1982), Bałtyckim w Koszalinie (1987-1989) oraz im. Jana Kochanowskiego w Radomiu (1989-1990).
Jako pisarka zadebiutowała feminizującą i refleksyjną powieścią "Śmierć burmistrza. Bajka w stu kawałkach" (Wydawnictwo Remiz, 2006).

## Filmografia

### Filmy
| Rok  | Tytuł                                 | Rola                                    |
| ---- | ------------------------------------- | --------------------------------------- |
| 1972 | Jezioro osobliwości                   | Marta                                   |
| 1973 | Godzina szczytu                       | Ewa, córka Maksymowiczów                |
| 1975 | Dulscy                                | Hanka, służąca Dulskich                 |
| 1975 | Dzieje grzechu                        | dziewczyna w szwalni                    |
| 1975 | Opadły liście z drzew                 | Czajka                                  |
| 1975 | Zawodowcy                             |                                         |
| 1979 | Ich - dann eine Weile nichts          |                                         |
| 2012 | Ostatnie piętro                       |                                         |
| 2017 | Gotowi na wszystko. Exterminator      | kuracjuszka                             |
| 2018 | Święta Faustyna w blasku Miłosierdzia | siostra M. Klemensa Buczek              |
| 2018 | Studniówk@                            | ekspedientka w cukierni "La Bomboniera" |
| 2019 | Mayday                                |                                         |
| 2021 | Krime story. Love story               | babcia z balkonikiem                    |

### Seriale
| Rok  | Tytuł                           | Rola                                                 | Uwagi              |
| ---- | ------------------------------- | ---------------------------------------------------- | ------------------ |
| 1975 | Dyrektorzy                      | robotnica Marynia                                    | odc. 1             |
| 1976 | Daleko od szosy                 | Jadzia                                               |                    |
| 1978 | Życie na gorąco                 | Anna Roche, asystentka profesora Vireau              |                    |
| 1978 | Zielona miłość                  | odwiedzająca chorego w szpitalu                      | odc. 2             |
| 1978 | 07 zgłoś się                    | Katarzyna Jańczakówna                                | odc. 5             |
| 1979 | Sherlock Holmes i doktor Watson | zabita pokojówka                                     |                    |
| 1980 | Królowa Bona                    | Katarzyna Austriaczka, trzecia żona Zygmunta Augusta |                    |
| 2005 | Kryminalni                      | Inez Lewiński, kochanka Orlicza                      | odc. 34            |
| 2006 | Plebania                        | prokurator                                           | odc. 657, 735, 737 |
| 2010 | Ojciec Mateusz                  | Maria Jaskot                                         | odc. 38            |
| 2010 | Dom nad rozlewiskiem            | Romana Chłuśniak, babcia Ryśka                       |                    |
| 2011 | Życie nad rozlewiskiem          | Romana Chłuśniak, babcia Ryśka                       |                    |
| 2012 | Nad rozlewiskiem                | Romana Chłuśniak, babcia Ryśka                       |                    |
| 2013 | Na dobre i na złe               | Teresa                                               | odc. 546           |
| 2014 | Pielęgniarki                    |                                                      |                    |
| 2015 | Wesołowska i mediatorzy         | matka Roberta                                        | odc. 13            |
| 2015 | Barwy szczęścia                 | Janina, była sąsiadka rodziców Marleny               | odc. 1382          |
| 2015 | Przyjaciółki                    | Emilia, ciotka Roberta                               | odc. 71            |
| 2017 | Na sygnale                      | Stefa, matka Kamila                                  | odc. 133           |
| 2017 | M jak miłość                    | Jadwiga Marczak, znajoma Kisielowej                  | odc. 1315          |
| 2017 | Diagnoza                        | archiwistka w szpitalu                               | odc. 11            |
| 2018 | Ojciec Mateusz                  | kobieta                                              | odc. 262           |
| 2018 | Ojciec Mateusz                  | właścicielka antykwariatu                            | odc. 264           |
| 2018 | Leśniczówka                     | Nina Matysek, matka Roberta i Dariusza               | odc. 20            |
| 2018 | Komisarz Alex                   | sąsiadka                                             | odc. 141           |
| 2018 | Botoks                          |                                                      |                    |
| 2018 | Korona królów                   | matka Trzebora                                       | odc. 57            |
| 2019 | Ślad                            | Helena Wawer, sąsiadka Eugenii Markowskiej           | odc. 64            |
| 2019 | Barwy szczęścia                 | Bronka                                               | odc. 2132          |
| 2020 | Stulecie Winnych                | sąsiadka Michała                                     | odc. 21            |
| 2020 | Nieobecni                       | kobieta w autobusie                                  | odc. 7             |
| 2021 | BrzydUla 2                      | sąsiadka Adama Turka                                 | odc. 88            |
| 2022 | Dzielnica strachu               | Julia Szymańska                                      | odc. 114           |
| 2023 | Ojciec Mateusz                  | właścicielka psa                                     | odc. 378           |
| 2023 | Na sygnale                      | Irenka, babcia Moniki                                | odc. 451           |
| 2023 | Krew                            | Zofia Stępień                                        | odc. 2,5,6         |
| 2024 | Na sygnale                      | Maria Kowalska                                       | odc. 557           |
| 2024 | Na dobre i na złe               | Danuta Kowalska                                      | odc. 916           |
| 2024 | Dzielnica strachu               | Eugenia Napiórkowska                                 | odc. 219           |